# ستيلا تشو
ستيلا تشو (بالصينية: 周曦涛) هي لاعبة كرة طاولة صينية الأصل، ولدت في 1973. وقد مثلت أستراليا في أولمبياد عامي 1996 و2000.
في أولمبياد 2000، احتلت تشو وزميلتها مياو مياو المركز الخامس في منافسات زوجي السيدات، وهو أفضل نتيجة أولمبية لأستراليا في تنس الطاولة حتى ذلك الوقت.
وهي الشقيقة الكبرى لزميلتها في الفريق شيرلي تشو.

## وصلات خارجية
- ستيلا تشو على موقع أوليمبيديا (الإنجليزية)
- ستيلا تشو على موقع اللجنة الأولمبية الأسترالية (الإنجليزية)